# 국방연구개발기구
국방연구개발기구(Defence Research and Development Organisation, DRDO)는 인도의 국방과학연구소이다. 한국의 국방과학연구소인 ADD나 미국의 국방과학연구소인 DARPA와 비슷한 곳이다. 5000명의 과학자, 25000명 과학, 기술, 행정 직원으로 구성되어 있다.

## 같이 보기
- ADD
- 대한민국 국군
- 대한민국 국방부
- 영국 국방과학기술연구소(DSTL)
- 미국 해군 연구개발국(ONR, Office of Naval Research)
- DARPA
- 중산과학연구원